# 1391 Carelia
Carelia (asteróide 1391) é um asteróide da cintura principal, a 2,1183552 UA. Possui uma excentricidade de 0,1678673 e um período orbital de 1 483,54 dias (4,06 anos).
Carelia tem uma velocidade orbital média de 18,66764903 km/s e uma inclinação de 7,58659º.
Esse asteróide foi descoberto em 16 de Fevereiro de 1936 por Yrjö Väisälä.